# Мухтаров, Евгений Олегович
Евге́ний Оле́гович Мухта́ров (род. 1 сентября 1969, Ярославль) — российский журналист. Руководитель пресс-службы Центра религиоведческих исследований Иринея Лионского. Экс-член Экспертного совета по проведению государственной религиоведческой экспертизы при Министерстве юстиции Российской Федерации (3 марта 2009 — 26 января 2015).

## Родился 1 сентября 1969 года вЯрославле.
В 1985 году окончил среднюю школу № 76 Ленинского района Ярославля и поступил на вечернее отделение исторического факультета Ярославского государственного университета (ЯрГУ).
С осени 1987 по осень 1989 года проходил срочную службу в частях ВВС Приволжского военного округа и Краснознаменного Дальневосточного военного округа. После демобилизации восстановился на дневном отделении исторического факультета ЯрГУ, который, однако, так и не окончил. 

### Журналистская деятельность
С весны 1990 по лето 1991 года был ведущим постоянной рубрики в газете «Пресс-Клип» — печатном органе Дзержинского райкома ВЛКСМ города Ярославля.
Осенью 1991 года поступил в штат ярославской областной еженедельной газеты «Юность», где работал корреспондентом (1991), заведующим отделом (1992), директором по изданию и распространению (1993).
Осенью 1993 года перешёл на должность заместителя редактора областной газеты «Ярославские вести», а затем трудился обозревателем в газете «Ярославская неделя» и в журнале Государственной думы Ярославской области «Местное время».
С августа 1995 по январь 1997 года работал помощником редактора ежедневной газеты «Губернские вести», учреждённой при участии Администрации Ярославской области.
В феврале 1997 года перешёл на должность директора Информационного центра областной ежедневной газеты «Золотое кольцо».
С ноября 1998 года перешёл на освобождённую работу руководителем пресс-службы движения «Ярославия», созданного по инициативе губернатора Ярославской области Анатолия Лисицына.
Параллельно начал сотрудничать с федеральной прессой, публиковался в «Комсомольской правде» и «Парламентской газете».
После завершения губернаторских выборов с мая 1999 года по июнь 2000 года трудился на освобождённой основе пресс-секретарём возглавляемого мэром города Ярославля Виктором Волончунасом движения «Ярославль-2000».
В сентябре 2000 года был приглашён на должность собственного корреспондента федеральной газеты «Труд» по Ярославской и Костромской областям. В работе делал упор на социальные проблемы. Освещал визиты в Ярославскую область президента России, вице-премьеров, ряда министров. Всего за пять с половиной лет работы собственным корреспондентом «Труда» разместил около 700 материалов, включая первополосные.
В июле 2006 года перешёл на должность главного редактора ярославской, костромской и вологодской региональных полос федерального еженедельника «Аргументы и время» / «Аргументы недели».
В сентябре 2006 года начал сотрудничать с «Агентством национальных новостей» (АНН).
С июля по октябрь 2007 года работал редактором газеты «„Аргументы и факты“ — Кострома».
Евгений Мухтаров первым поднял в местной прессе (в 2005 году) тему о поединке над железнодорожным мостом в Ярославле между «Юнкерсом» и советским истребителем, который пилотировал лётчик Амет-Хан Султан, решившийся идти на таран. Остальные журналисты поддержали и развили тему. Это было замечено общественностью. Как следствие, в 2010 году в Заволжском районе Ярославля был открыт памятник дважды Герою Советского Союза Амет-Хану Султану на фоне двух высоких стелл с изображением самолёта.
В 2010—2012 годах участвовал в работе над двумя томами сборника «Четыре года из тысячи» об участии жителей Ярославля в Великой Отечественной войне. Высокую оценку работы Евгения Мухтарова дали автор предисловия первого тома сборника доктор исторических наук, заведующий кафедрой отечественной средневековой и новой истории ЯрГУ, профессор Юрий Иерусалимский, а также кандидат исторических наук, декан факультета дополнительного образования Православного Свято-Тихоновского гуманитарного университета Лев Семёнов.
Ряд статей Евгения Мухтарова использовался при подготовке ежегодных календарей знаменательных дат, выпускаемых Ярославской областной универсальной научной библиотекой им. Н. А. Некрасова и Централизованной библиотечной системой города Ярославля, биобиблиографических указателей по различным персоналиям, рекомендательных списков литературы, учебных пособий.

### Общественно-политическая деятельность
До 1990 года был членом ВЛКСМ.
В 1994—1995 годах участвовал в деятельности патриотического движения, являлся пресс-секретарём общественной организации «Лига патриотической молодёжи Ярославской области».
В 1998 году был работником исполкома созданного по инициативе губернатора Ярославской области Анатолия Лисицына движения «Ярославия» и выступил одним из официальных учредителей регионального отделения возглавляемого Юрием Лужковым Всероссийского общественно-политического движения «Отечество».
В 1999—2000 годах — член исполкома возглавляемого мэром Виктором Волончунасом городского движения «Ярославль-2000».
11 ноября 1999 года в качестве члена исполкома движения «Ярославль-2000» стал участником программы «Выборы-99» на радио «Свобода».
30 мая 2002 года вместе с писателем и поэтом Евгением Чекановым был делегатом от Ярославской области на учредительном съезде партии «Евразия», созданной Александром Дугиным. Затем был руководителем областного отделения этой организации до ноября 2003 года, когда из-за раскола внутри партии Дугин оттуда ушёл и создал «Международное евразийское движение».
В 2008 году был кандидатом в депутаты Государственной думы Ярославской области пятого созыва по избирательному округу № 18 (город Ростов и Ростовский район Ярославской области). Занял последнее место, получив 0,72 % голосов избирателей.

### Работа в сфере государственно-конфессиональных отношений
Параллельно с работой в СМИ занимался проблематикой религиозных сект. Сообщал, что в этой теме оказался по стечению обстоятельств:
Когда я стал работать в газете, то написал несколько статей о судьбах людей, поломанных в разного рода культах. У кого-то семья развалилась, у кого-то лидеры секты обманом отняли квартиру, довели до сумасшествия ребёнка… Потом ко мне стали обращаться с этими проблемами сами читатели, да и чиновники тоже.
21 ноября 1995 года на заседании Государственной думы Ярославской области депутат, иеромонах Олег (Черепанин) огласил обращение от ряда патриотических организаций, в котором содержалась просьба принять местный закон по контролю за представителями нетрадиционных религий. В итоге присутствующие одобрили создание рабочей комиссии по подготовке проекта такого закона. В неё, по представлению ряда общественных организаций, было предложено включить журналиста Евгения Мухтарова. В тот же день постановлением заместителя председателя областного парламента Мухтаров был введён в состав рабочей группы по подготовке законопроекта «О регулировании деятельности религиозных сект, представительств (филиалов) иностранных религиозных организаций, отдельных проповедников и миссионеров на территории Ярославской области».
Стал одним из двух соавторов окончательного варианта данного законопроекта, принятого областной думой 20 февраля 1996 года за основу. Позже «ярославский» текст был использован в качестве модельного при подготовке региональных законов «Об осуществлении деятельности религиозных объединений и их представителей на территории Свердловской области», «О миссионерской деятельности на территории Вологодской области», «О порядке осуществления миссионерской деятельности на территории Воронежской области».
23 августа 1996 года стал одним из докладчиков конференции духовенства Ярославской епархии РПЦ «Тоталитарные секты в Ярославской области и православная миссия».
22 августа 1997 года стал автором проекта коллективного обращения к членам Федерального собрания РФ от Ярославской области с просьбой поддержать принятие нового закона «О свободе совести и о религиозных объединениях».
17 ноября 1997 года обратился в прокуратуру Дзержинского района города Ярославля с заявлением о необходимости проверки на соответствие законодательству местной религиозной организации Свидетелей Иеговы, что привело к вынесению ей 20 ноября 1997 года представления № 285 ис/97 об устранении нарушений в части незаконного распространения религиозной литературы и приглашения в Ярославль иностранного проповедника — гражданина ФРГ Гиглера Вернера.
9 февраля 1998 года обратился в органы прокуратуры с заявлением о необходимости проверки деятельности в Переславском районе Ярославской области благотворительного фонда «Дом Марии» и созданного при нём «Реабилитационного центра для лечения наркоманов». В результате прокуратура Переславского района выявила многочисленные нарушения организацией собственного устава, а также нормативных актов, в связи с чем внесла представление с требованием принять меры либо к прекращению деятельности «реабилитационного центра», либо к получению лицензии на данный вид деятельности и оформлению статуса центра в соответствии с законодательством.
19 марта 1998 года обратился в прокуратуру Ярославской области с требованием отмены постановления об отказе в возбуждении уголовного дела по факту предполагаемого самоубийства Эльвиры Виноградовой, которая по сообщениям прессы являлась прихожанкой ярославского религиозного объединения христиан веры евангельской (пятидесятников) «Новое поколение». В итоге данное постановление было отменено, а материал направлен для новой проверки в прокуратуру Ленинского района Ярославля.
24 июля 1998 года постановлением губернатора Ярославской области был введён в первый состав Совета для проведения государственной религиоведческой экспертизы на территории Ярославской области и утверждён в качестве его секретаря.
В октябре 1998 года выступил председателем оргкомитета акции «Общество против сект», в ходе которой раздавались листовки, предостерегающие жителей от вступления в секты, а также собиралась и публиковалась информация о существующих в регионе нетрадиционных религиозных организациях. Побывавший в Ярославле Роман Лункин позже в «Атласе современной религиозной жизни России» отмечал, что по его мнению, на деле основной целью Евгения Мухтарова и его сторонников было сокращение влияния сильно разросшейся ярославской организации христиан веры евангельской (пятидесятников) «Новое поколение» — и своего рода её наказание за то, что последняя пыталась оспорить в Конституционном суде РФ ряд ограничений в новом федеральном законе о свободе совести.
11 февраля 1999 года выступил автором проекта обращения ряда общественных объединений в адрес генерального директора Ярославского завода топливной аппаратуры о недопустимости планируемой продажи религиозной организации христиан веры евангельской (пятидесятников) «Новое поколение» части принадлежащего предприятию и выставленного на торги Культурно-спортивного комплекса «Топаз». В результате руководство предприятия приняло 24 февраля 1999 года решение отказать организации в праве приобретения данного объекта недвижимости.
15 мая 2001 года был избран председателем комиссии по взаимодействию с религиозными объединениями при исполкоме городского движения «Ярославль-2000».
В 2002 году в связи с истечением срока полномочий первого состава Совета по проведению государственной религиоведческой экспертизы на территории Ярославской области сложил с себя обязанности его секретаря.
25 февраля 2003 года постановлением мэра Ярославля был утверждён в качестве члена Совета по вопросам религиозных объединений при мэрии Ярославля.
3 июня 2003 года направил в прокуратуру Ярославской области обращение с просьбой о проверке законности подготовки к проведению в Ярославле мероприятия религиозной организации христиан веры евангельской (пятидесятников) «Новое поколение» — «Христианского фестиваля музыки и чудес», дал соответствующее разъяснение для прессы, а также для органов местного самоуправления и сам подготовил один из материалов на эту тему.
19 июня 2003 года представлял по доверенности интересы Управления юстиции Минюста РФ по Ярославской области в заседании Ярославского областного суда, рассматривавшем дело по кассационной жалобе данного Управления на решение Кировского суда Ярославля от 21 марта 2003 года о признании законности деятельности общественной организации «Центр творческой молодежи», занимавшейся пропагандой в пользу местной пятидесятнической религиозной организации «Новое поколение». Процесс был выигран, что стало первым в России прецедентом, когда судебные органы признали в деятельности общественной организации элементы религиозной агитации.
21 августа 2003 года в прокуратуру Кировского района города Ярославля поступило заявление руководителя регионального управленческого центра христиан веры евангельской (пятидесятников) Ярославской области Николая Митрофанова, требующего привлечь к уголовной ответственности 7 журналистов, включая Евгения Мухтарова, которые по мнению заявителя «возбуждали межрелигиозную вражду в отношении церквей христиан веры евангельской с использованием средств массовой информации», разместив критические материалы о проведенном в Ярославле мероприятии «Христианский фестиваль музыки и чудес». Однако 1 сентября 2003 года старший следователь прокуратуры Кировского района Ярославля Виктор Малахов в своём постановлении отметил: «Изучением текстов названных статей установлено, что каких-либо призывов к межрелигиозной вражде, заявлений о превосходстве, а равно о неполноценности какой-либо из конфессий, материалы прессы не содержат». На этом основании заявителю было отказано в возбуждении уголовного дела против журналистов, включая Евгения Мухтарова, «за отсутствием в их действиях состава преступления».
26 мая и 14 июля 2004 года представлял в суде города Ростова Ярославской области интересы местного жителя Анатолия Зайцева, к которому предъявил иск активист местного отделения пятидесятнической организации «Церковь Божья» (бывш. «Новое поколение»).
В ноябре 2007 года организовал в Ярославле кампанию против активиста Международного общества сознания Кришны, американца Майкла Кремо, который под видом «известного археолога» должен был выступить с лекциями в местном педагогическом университете и презентовать там свою новую книгу «Деволюция человека». Ярославский антисектантский центр направил на имя ректора педагогического университета обращение с требованием отказать Кремо в предоставлении площадей, что и было сделано.
14 января 2008 года направил в Ярославскую областную прокуратуру заявление с требованием о расследовании случая предполагаемого самоубийства ученицы десятого класса средней школы № 1 города Гаврилов-Яма Ярославской области Дины Авериной, которая по информации родных и близких посещала собрания свидетелей Иеговы.
Летом и осенью 2008 года принимал активное участие в расследовании громкого убийства четырёх ярославских подростков членами «клана сатанистов». Неоднократно выезжал на место преступления, давал комментарии «Российской газете», «Комсомольской правде», а агентству «Интерфакс» выражал мнение, что убийство могло быть только обставлено как ритуальное, чтобы пустить следствие по ложному пути.
12 ноября 2008 года принимал участие в посвящённом ярославскому убийству подростков выпуске программы Андрея Малахова «Пусть говорят» на «Первом канале».
С 3 марта 2009 года по 26 января 2015 года — член Экспертного совета по проведению государственной религиоведческой экспертизы при Министерстве юстиции Российской Федерации при председателе Александре Дворкине.
Ещё до начала работы Совета его критики начали шумную кампанию, обвиняя членов Совета в некомпетентности и будущих правонарушениях и требуя исключить из его состава пятерых членов, включая Мухтарова.
В интервью прессе Мухтаров подчёркивал:
… В криках об «ужасном» составе Совета очень много личного: подмечено, что всех громче буянят сегодня те, кто раньше сам входил в этот консультативный орган, но не был переназначен на новый срок, или кто почему-то решил, что его непременно пригласят – и просчитался.
Чуть позже оценку развернувшейся кампании против Совета и его членов дал министр юстиции РФ Александр Коновалов. Он заявил:
Совету приписываются в будущем всевозможные преступления и нарушения прав человека, свобод и принципов построения гражданского общества, в то время как этот орган ещё толком не приступил к работе. Я считаю, что это пример недопустимого давления на формирующийся механизм государственно-общественного партнёрства, который ничего общего с общественным контролем не имеет.
11 мая 2009 года направил в прокуратуру Ярославля обращение о незаконности осуществления на территории города с 1 по 31 мая акции «Ощути силу перемен», которая проводилась под видом социальной, но де-факто преследовала цели распространения религиозной литературы и привлечения граждан в ряды соустроителей мероприятия — трёх баптистских, адвентистской и пятидесятнической общин. В ответе на данное обращение прокурора Кировского района Ярославля от 17 июня 2009 года отмечалось, что по результатам проверки все заявленные претензии нашли своё подтверждение, в связи с чем акция была прекращена и прокурор Ярославля вынес руководителю АНО «Сила перемен» представление об устранении нарушений закона, а рекламной организации, осуществлявшей размещение наружной рекламы акции на территории города — предостережение о недопустимости нарушений законодательства о религиозных объединениях.
С 2 июня по 21 июля 2009 года принимал активное участие в подготовке первого экспертного заключения Экспертного совета по проведению государственной религиоведческой экспертизы при Минюсте РФ, касающегося вопросов регистрации религиозной организации «Езидство». В частности, он был направлен непосредственно в езидскую общину для получения представления о её культовой деятельности «с последующим докладом на заседании Экспертного Совета». Заключение, вынесенное по запросу Управления Минюста РФ по Ярославской области, было размещено на официальном сайте Министерства юстиции Российской Федерации.
В январе 2010 года прокомментировал журналу «Русский Newsweek» своё предложение Минюсту РФ о внесении в закон о свободе совести поправки, запрещающей вести миссионерскую деятельность без документа, выданного религиозным объединением:
Такая поправка заставит сектантов нести ответственность за своих людей. Она прекратит спонтанную и неупорядоченную религиозную агитацию в общественных местах.
Минюст поддержал это предложение и передал его в Госдуму. Там инициатива была включена в комплект поправок, известный как «Закон Яровой» и после долгих обсуждений превратилась в статью 24.2 закона «О свободе совести и о религиозных объединениях».
11 июня 2010 года как член Совета прокомментировал «громкое» решение Европейского суда по правам человека (ЕСПЧ). Последний признал несправедливым вердикт российского суда о роспуске «Религиозной общины Свидетели Иеговы в г. Москве» и обязал Россию вновь зарегистрировать эту общину, а потерпевшим выплатить 70 тысяч евро. Мухтаров выразил мнение, что государству следует проигнорировать такое требование ЕСПЧ и пояснил:
Так называемый «Европейский суд по правам человека» действительно вправе давать оценки вердиктам, вынесенным в любой стране, ратифицировавшей «Европейскую конвенцию о защите прав человека и основных свобод». Он может заявить, что с его точки зрения, что-то в решении национального правосудия полностью или частично не соответствует нормам указанной Конвенции. Но на этом все реальные полномочия Евросуда и заканчиваются. Согласно своему же регламенту, он не может «отменить» уже принятое национальным судом решение или потребовать пересмотра такого решения. Проще говоря, все вердикты Страсбурга носят только оценочный характер. Поэтому лишь само государство решает, учесть мнение «евросудистов» по конкретному делу, или его проигнорировать.
Он также выразил сомнение, «что государство пойдёт на поводу у Евросуда и вновь зарегистрирует московскую общину секты» и уточнил: «Я думаю, Свидетели Иеговы зашли слишком далеко, чтобы государство пересмотрело вдруг к ним своё отношение, и никакие „евросудисты“ здесь не помогут».
5 сентября 2012 года дал прессе комментарии по поводу первого в Ярославской области случая, когда к экстремистской литературе была отнесена книга религиозного характера. Речь шла о работе иорданского шейха Аль-Макдиси «Религия Ибрахима и призыв Пророка и посланников», тираж которой был изъят правоохранительными органами в одной из ярославских типографий, после чего по иску областной прокуратуры суд запретил распространение книги. Евгений Мухтаров отмечал, что труд шейха «выдержан в воинственном тоне», открыто пропагандирует джихад, давно запрещён правительствами почти всех арабских стран и теперь будет внесен в Федеральный список экстремистских материалов.
В 2013 году упоминался как член экспертного Совета при Министерстве юстиции РФ в выпущенном международной организацией «Human Richts Without Frontiers» («Права человека без границ») исследовании «Антисектантские движения и государственный нейтралитет». Авторы книги подчеркивали, что Евгений Мухтаров действует «в тесном контакте с другими антисектантскими организациями России, и в первую очередь, — с Информационно-консультационным центром во имя св. Иринея Лионского, возглавляемым Александром Дворкиным».
22 ноября 2014 года случилась трагедия в селе Мосейцево Ростовского района Ярославской области. В расположенном здесь частном детском приюте, которые сами основатели именовали православным, была до смерти забита 13-летняя девочка. Было возбуждено уголовное дело, и подозреваемые в убийстве (три так называемые «матушки») оказались под арестом.
В условиях, когда следствие фактически отказывалось комментировать случившееся, Евгений Мухтаров стал первым, кто вообще раскрыл журналистам подробности о странном «приюте».
Он выражал мнение, что последний создан под влиянием идей младостарчества и не имеет никакого отношения к официальной сети социальных учреждений, работающих под эгидой Русской православной церкви.
В интервью «Российской газете» Евгений Мухтаров сообщал:
Очень похоже, что так называемый "мосейцевский приют" - это младостарческая община сектантского типа. "Младостарцами" в православии именуют людей, которые, формально оставаясь чадами церкви, впали в гордыню и проповедуют на деле что-то далёкое от церковных канонов. Архиерейский собор РПЦ давно осудил "грех младостарчества", но это явление продолжает существовать.
24 марта 2017 года выступал как свидетель со стороны государственного обвинения на судебном процессе по «мосейцевскому» делу. На следующий день подробно рассказал в прямом эфире радиостанции «„Эхо Москвы“ — Ярославль» о вопросах, которые ему задавали обе стороны, поделился впечатлениями о тактике защиты обвиняемых.
Поскольку следствие так и не придало особого значения религиозной составляющей в трагедии, Мухтаров открыто говорил прессе, что никаких сенсаций грядущий суд над обвиняемыми не принесёт:
… Следствие умудрилось не разглядеть в приюте религиозное объединение. У наших правоохранительных органов была уникальная возможность доказать существование такого объединения и запретить его существование... Однако следствие этим шансом не воспользовалось, и руководителей приюта судят, простите, за заурядную «мокруху» – убили девочку по каким-то бытовым мотивам, и всё. По смыслу это ничем не отличается от обычных семейных драм, где муж спьяну забил топором жену. Поэтому нельзя ждать какого-то сенсационного приговора, в котором будет говориться «про секты». Увы, этот шанс упущен.
19 апреля 2017 года был одним из главных участников посвящённого мосейцевскому убийству ток-шоу Александра Гордона «Мужское / Женское» на «Первом канале».
11 октября 2017 года Ростовский районный суд Ярославской области вынес приговор по нашумевшему «мосейцевскому делу». Три женщины, причастные к гибели девочки и издевательствам над другими детьми из приюта, получили от 5 до 12 лет лишения свободы.
Комментируя в интервью «Независимой газете» итоги суда, Евгений Мухтаров подчёркивал, что к его сожалению, религиозный аспект трагедии в ходе следствия и судебного разбирательства так и остался нераскрытым:
Если не знать, что драматические события разворачивались под крышей религиозного приюта, можно было подумать, что речь идёт просто о трёх абстрактных селянках, жестоко обращавшихся с детьми».
26 октября 2017 года выступил с докладом на проводимой Переславской епархией РПЦ при поддержке администрации города Переславля-Залесского конференции «Тоталитарные секты — угроза личности, семье, государству». В мероприятии участвовали епископ Переславский и Угличский Феодор (Казанов), мэр города Владимир Волков и первый заместитель главы Переславского района Валерий Астраханцев, а доклады, кроме Мухтарова, прочитали профессор ПСТГУ Александр Дворкин и консультант отдела профилактики экстремизма и терроризма департамента региональной безопасности Ярославской области Александр Горюнов.
27 января 2020 года прокомментировал прессе версию о причастности сатанистов к самоубийству девочки, которая накануне бросилась с общего балкона многоэтажного дома в Заволжском районе Ярославля. Мухтаров не стал отрицать, что стены балконной лоджии, где регулярно собирались компании молодых людей, были покрыты разными рисунками и надписями — в том числе прославляющими дьявола. Однако он отметил, что непонятно, в какой период и кем оставлялись подобные надписи, так что говорить о религиозном характере трагедии преждевременно.
После завершения срока полномочий в Экспертном совете при Минюсте РФ (2009—2015) остался в составе аналогичного Совета по проведению государственной религиоведческой экспертизы при Управлении Минюста РФ по Ярославской области. Является также директором автономной некоммерческой организации «Ярославский религиоведческий информационно-консультационный центр».
Материалы Евгения Мухтарова о нетрадиционных религиозных организациях использовались при подготовке выпускных квалификационных и дипломных работ, кандидатских диссертаций, различных исследований, статей в реферируемых научных журналах и научных сборниках, монографий.

## Отзывы
По словам журналиста «Новых известий» Михаила Поздняева, Мухтаров «привлекался к суду за свои антипротестантские статьи».
Религиовед и социолог Роман Лункин в «Русском ревью» Кестонского института характеризует Мухтарова как «борца с „сектами“, известного своими статьями против пятидесятников».
В ярославской блогосфере неоднократно отмечалось, что Евгений Мухтаров регулярно имеет задолженности по коммунальным платежам.  

### Работы Евгения Мухтарова
- Мухтаров Е. О. Юридические советы. / Как защитить себя и своих близких от тоталитарных сект. Сб. материалов под ред. А. Л. Дворкина. — М., 2006. — с.101-111. ISBN 5-89439-098-2
- Мухтаров Е. О. Деятельность нетрадиционных религиозных объединений на территории Ярославской области. / Нетрадиционные религиозные секты, культы и организации: масштабы распространения в России и в г. Ярославле. Информационно-методическое пособие. Под ред. к.п.н. С. В. Зуевой. Мэрия г. Ярославля; Городской научно-методический центр социальной политики. — Ярославль, 2008. — с.74-80.
- Мухтаров Е. О. Биография Александра Дворкина. // Дворкин А. Л. Учителя и уроки. — Н. Новгород, 2009. — с.9-60. ISBN 5-88213-081-6
- Мухтаров Е. Сергей Ряховский : штрихи к портрету // Неопятидесятничество : вирус в христианстве : Сборник трудов / Под общ. ред. А. Берестова. — М.: Издательство душепопечительского центра св. прав. Иоанна Кронштадтского, 2010. — с.64-101. ISBN 978-5-904481-36-0
- Мухтаров Е. О. Песни нашей Победы; Ярославские «броненосцы»; Ярославский след «катюш»; Маяк великой Победы; Были и на Одере, и на Шпрее; Валькирии над Ярославлем : [главы] // Четыре года из тысячи: Ярославцы в Великой Отечественной войне. Сборник статей. Вып. 1. / Под ред. П. А. Стряхилева; Авт. вступ. ст. проф. Ю. Ю. Иерусалимский; Авт. колл.: А. Е. Власов; А. В. Кононец, Е. О. Мухтаров, С. В. Рябинин, Д. Е. Озерова. — Ярославль: Ярновости, 2010. — с.23-143 [- 272 с]; илл.; ISBN 978-5-88697-190-3
- Мухтаров Е. О. Грозная «малютка»; Из Эрмитажа в Карабиху; Культурная «столица» маленькой республики : [главы] // Четыре года из тысячи: Ярославцы в Великой Отечественной войне : Сборник статей. Вып. 2. / Под ред. А.Ушакова; Авт. вступ. ст. Почетн. гр-н г. Ярославля В. С. Дябин; Авт. колл.: Коняев А. Е.; Муратова Ю. А.; Мухтаров Е. О.; Озерова Д. Е.; Туманов А. В.; Шакурова М. И. — Ярославль: Ярновости, 2011. — с. 74-119, 130—157 [- 238 c]; илл.; ISBN 978-5-88697-213-9.
- Мухтаров Е. О. О критериях определения тоталитарных религиозных объединений нетрадиционной направленности и мерах противодействия их влиянию // Календарь наиболее значимых религиозных праздников и знаменательных дат. 2012. / Управление по связям с общественностью мэрии г. Ярославля; Совет по вопросам религиозных объединений при мэрии г. Ярославля. — Ярославль: Мэрия г. Ярославля, 2012. — с.59-65.
- Мухтаров Е. О деятельности религиозных сект на территории Ярославской области : [доклад] // Совершенствование системы патриотического воспитания в городе Ярославле. Материалы II городской конференции (3 декабря 2015 г.) — Ярославль: Управление по молодёжной политике мэрии г. Ярославля, 2015. — с.25-32.